# Balistika
Balístika (starogrško starogrško βάλλειν: bállein - vreči, metati, izstreliti; zadeti, dotakniti se česa) je disciplina matematike in fizike, ki preučuje gibanje izstreljenih teles.
Balistiko delimo na:
- notranjo, ki preučuje:
  - gibanje izstrelkov v cevi,
  - učinek smodniških plinov na izstrelek, reakcijo na orožje in konstrukcijo cevi.
- zunanjo, ki preučuje:
  - let izstrelka na tirnici od cevnih ust do zadetka v cilj,
  - splošne zakone, ki vplivajo na izstrelek v letu.
- končno, ki preučuje:
  - učinek ob stiku s tarčo.